# Менгушеста патица
Менгушестата патица (Biziura lobata) е вид птица от семейство Патицови (Anatidae), единствен представител на род Biziura.

## Разпространение и местообитание
Разпространен е в Австралия.